# Duel au pistolet
Duel au pistolet (pol. Pojedynek pistoletowy) – francusko-meksykański krótkometrażowy film niemy z 1896 roku.

## Fabuła
Dwóch mężczyzn staje naprzeciw siebie w pojedynku na zalesionym polu i mierzy do siebie z pistoletów. Po oddaniu strzałów, jeden z nich pada. Lekarz i sekundanci zajmują się postrzelonym mężczyzną. Drugi z pojedynkujących się podchodzi do leżącego, ale lekarz gestem nakazuje mu odejść, a jego sekundanci pospieszają go do czekającego powozu, podczas gdy pozostali kontynuują udzielanie pomocy rannemu pojedynkowiczowi.